# Funmilayo Ojelabi
Funmilayo Ojelabi, conosciuta anche come Funda Demir (Ibadan, 25 gennaio 1985), è un'ex cestista nigeriana con cittadinanza turca.

## Carriera
Con la Nigeria ha disputato tre edizioni dei Campionati africani (2005, 2007, 2009).